# Banyeres de Mariola
Banyeres de Mariola – gmina w Hiszpanii, w prowincji Alicante, we wspólnocie autonomicznej Walencja, o powierzchni 50,28 km². W 2011 roku liczyła 7222 mieszkańców.
W okolicy znajdowały się ważne osady prehistoryczne, będące najstarszymi pozostałościami epipaleolitu.